# جيرار غيران
جيرار غيران (بالفرنسية: Gérard Guérin )‏ (و. 1937 – م) هو ممثل، من فرنسا، ولد في باريس.

## وصلات خارجية
- جيرار غيران على موقع IMDb (الإنجليزية)
- جيرار غيران على موقع ألو سيني (الفرنسية)
- جيرار غيران على موقع أول موفي (الإنجليزية)
- جيرار غيران على موقع قاعدة بيانات الأفلام السويدية (السويدية)
- جيرار غيران على موقع قاعدة بيانات الفيلم (الإنجليزية)
- جيرار غيران على موقع كينوبويسك (الروسية)